# Armani White

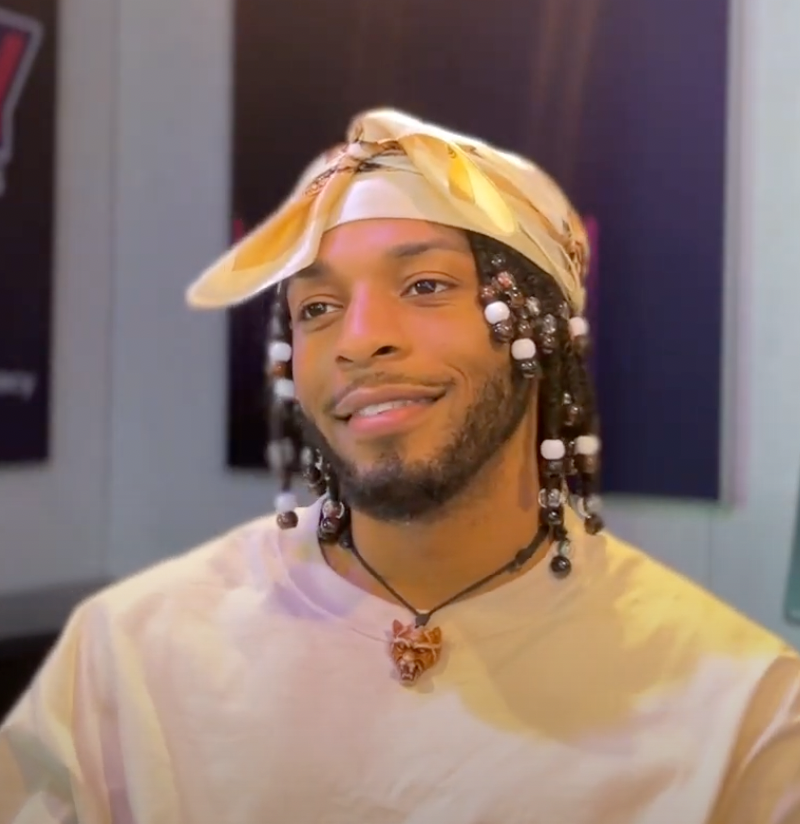
Armani White (2022)

Armani White (* 25. September 1996 in Philadelphia) ist ein US-amerikanischer Rapper.

## Leben
Armani White wuchs in West-Philadelphia als Sohn einer musikalischen und christlichen Familie auf. Bereits in der zweiten Klasse versuchte er sich als Rapper. Nach der High School studierte er an der Rutgers University, schied jedoch noch im ersten Studienjahr aus, um sich auf seine Rapkarriere zu fokussieren. 2019 veröffentlichte er sein Debütalbum Keep in Touch.
2020 ereilte seine Familie ein Schicksalsschlag, als ihr Haus abbrannte. Er und sein Bruder wurden verhaftet und unter Anklage gestellt, die jedoch nach einem einjährigen Rechtsstreit fallen gelassen wurde. White konzentrierte sich weiter auf seine Musik und trotz des Ärgers konnte er 2021 seine EP Things We Lost in the Fire veröffentlichen, die sich direkt auf den Vorfall bezieht. Als Support spielte er unter anderem für Nas und James Blake.
2022 erschien der Song Billie Eilish, der ihn quasi über Nacht berühmt machte. Schon das Snippet auf TikTok erreichte über 80 Millionen Views. Das dazugehörige Musikvideo featuret einige ikonische Szenen aus den Musikvideos der namensgebenden Künstlerin Billie Eilish. Das Lied wurde ein weltweiter Erfolg und führte dazu, dass White von Def Jam Recordings unter Vertrag genommen wurde. Billie Eilish enthält ein Sample von N.O.R.E.s Hit Nothin’.

## Diskografie

### Alben
- 2019: Keep in Touch (Eigenproduktion)

### EPs
- 2021: Things We Lost in the Fire
- 2023: Road to Casablanco.

### Singles
- 2017: NYC Window
- 2018: Public School
- 2018: Casablanco Freestyle (mit Sango)
- 2018: Onederful
- 2019: Hiding Out West
- 2019: Flip
- 2019: Jasmine (mit Carneyval & Jackson Breit)
- 2019: Touché
- 2019: Black Oak Park
- 2019: Love, Dad
- 2019: Thanksgiving
- 2020: Me No Evil (mit Abhi the Nomad)
- 2020: letter from jail. (Freeblanco)
- 2020: Danny Mac
- 2020: 20 Dollar Christmas (mit Louis Futon und MAE.S.)
- 2021: Grateful
- 2022: Billie Eilish
- 2022: Diamond Dallas
- 2023: Goated.
- 2023: Million Cash
- 2024: Like That (von Corbyn Besson mit Armani White)
- 2024: Wishlist (von Denzel Curry mit Armani White)
- 2024: Iconic.
- 2024: Pivot (von Heyoon mit Armani White)
- 2024: Ttso.
- 2025: Cut The Lights.

## Auszeichnungen für Musikverkäufe
| Platin-Schallplatte - Kanada - 2022: für die Single Billie Eilish - Polen - 2023: für die Single Billie Eilish 4× Platin-Schallplatte - Australien - 2023: für die Single Billie Eilish |

Anmerkung: Auszeichnungen in Ländern aus den Charttabellen bzw. Chartboxen sind in ebendiesen zu finden.
| Land/RegionAuszeichnungen für Musikverkäufe (Land/Region, Auszeichnungen, Verkäufe, Quellen) | Silber  | Gold  | Platin     | Verkäufe | Quellen         |
| -------------------------------------------------------------------------------------------- | ------- | ----- | ---------- | -------- | --------------- |
| Australien (ARIA)                                                                            | —       | —     | 4× Platin4 | 280.000  | aria.com.au     |
| Kanada (MC)                                                                                  | —       | —     | Platin1    | 80.000   | musiccanada.com |
| Polen (ZPAV)                                                                                 | —       | —     | Platin1    | 50.000   | olis.pl         |
| Vereinigte Staaten (RIAA)                                                                    | —       | Gold1 | —          | 500.000  | riaa.com        |
| Vereinigtes Königreich (BPI)                                                                 | Silber1 | —     | —          | 200.000  | bpi.co.uk       |
| Insgesamt                                                                                    | Silber1 | Gold1 | 6× Platin6 |          |                 |